# Gouvernement Jaroslavl
Het gouvernement Jaroslavl (Russisch: Ярославская губерния, Jaroslavskaja goebernija) was een gouvernement (goebernija) binnen het keizerrijk Rusland. Het gouvernement bestond van 1727 tot 1779. Het gouvernement ontstond uit het gouvernement Kostroma, de oblast Oegltsj en de provincie Jaroslavl. Het gebied ging op in de okroeg Jaroslavl en de okroeg Rybinsk van de oblast Ivanovo, en na 11 maart 1936 in de nieuwe oblast Jaroslavl. Het gouvernement grensde aan de gouvernementen Novgorod, Tver en Volgoda. De hoofdstad ervan was Jaroslavl.